# Flexicrurum minutum
Espèce
Flexicrurum minutum est une espèce d'araignées aranéomorphes de la famille des Psilodercidae.

## Distribution
Cette espèce est endémique de Hainan en Chine,. Elle se rencontre dans le xian de Changjiang.

## Description
Le mâle holotype mesure 1,39 mm.
La femelle décrite par Chang, Li et Li en 2019 mesure 2,34 mm.

## Publication originale
- Tong & Li, 2007 : First records of the family Ochyroceratidae (Arachnida: Araneae) from China, with descriptions of a new genus and eight new species. The Raffles Bulletin of Zoology, vol. 55, no 1, p. 63-76 (texte intégral).